# Kill the cuentero
Kill the cuentero es el segundo álbum de estudio de la banda colombiana de Punk Odio a Botero. consta de 20 tracks incluyendo lechoneria manson y el sencillo carta al niño Dios, la canción que le da el nombre al álbum KILL THE CUENTERO NOW lanza una dura crítica abierta frente a los cuenteros y al papel que desempeñan en la vida de muchos jóvenes. así mismo como los políticos son así mismo cuenteros.
Contiene un cuadernillo con las letras de todas las canciones del álbum y una carta abierta a los escuchas que critica el robo del pensamiento al individuo por parte de la publicidad.
A finales del 2005 Odio a Botero se pone en contacto con Iván Benavides, reconocido productor detrás de los éxitos de Carlos Vives y Sidestepper para producir el segundo LP de la banda. En este proceso conocen al músico e ingeniero Ernesto Santos recientemente llegado a Colombia quien se encargaría de la grabación y coproducción del nuevo material de la banda. Kill The Cuentero.
En sus canciones y en su cuadernillo hace grandes tributos a el señor platano ,Reggaeman y al Estado de orland símbolos de su manera de pensar.
Fue considerado según el crítico de música Juan Carlos Garay como uno de los 10 Álbumes más importantes del 2007 revista Semana (Colombia).
Fue calificado con cuatro estrellas en la revista Rolling Stone Latinoamérica.[cita requerida]
Tuvo cuatro sencillos en programación y en el top 25 de Radiónica (emisora).[cita requerida]